# Кзыл-Юлский район
Кзыл-Юлский район (в 1959—1963 гг. — Тукаевский район) — упразднённая административно-территориальная единица в составе Татарской АССР, существовавшая в 1935—1963 годах. Административный центр — село Новый Кинер.

## История
10 февраля 1935 года создан Кзыл-Юлский район с административным центром в селе Новый Кинер. 18 июля 1956 года Кзыл-Юлский район переименован в Тукаевский район.
12 октября 1959 года Атнинский район присоединён к Тукаевскому району, административным центром которого определено село Большая Атня).
Тукаевский район упразднён 1 февраля 1963 года. Территория передана в состав Арского района Татарской АССР.